# Casa Balagué-Solà
La casa Balagué-Solà és un edifici d'Ulldecona (Montsià) inclòs a l'Inventari del Patrimoni Arquitectònic de Catalunya.

## Descripció
És un habitatge cantoner amb la façana principal oberta al carrer Puríssima. Consta de planta, primer pis i golfes, a sobre del qual hi ha el terrat. A la façana s'obre una porta allindada gran amb brancals de pedra, i dues finestres enreixades a banda i banda. En el primer pis es disposen tres balcons sostinguts per mènsules decoratives i amb reixa de ferro forjat treballada. A les golfes hi ha quatre finestres tancades amb tela d'aram i en el terrat hi ha una barana de pedra amb decoració floral organitzada en cercles, amb plafó central de perfil superior mixtilini i emmarcament decoratiu al voltant de la frase: "MATERIALES DE LA CONSTRUCCIÓN FRANCISCO BALAGUÉ". L'arrebossat de la façana està treballat amb relleus i en els forjat dels murs s'imita carreus encoixinats. A les separacions de nivells i emmarcaments d'obertures hi ha decoració amb frisos de motius vegetals i geomètrics.
Per l'estructuració i la decoració de la façana estaria dins del primer terç del segle xx.